# Гільєрмо О'Доннелл
Гільєрмо О'Доннелл (ісп. Guillermo O'Donnell, 1936, Аргентина — 29 листопада 2011, Буенос-Айрес) — аргентинський політолог, з кінця 1970-х років працював у США.
- 1979 — переїзд до США
- 1984 — захист докторської дисертації з політичних наук у Єльському університеті
- 1988-91 — президент Міжнародної асоціації політичних наук
- 1995 — Член Американської академії мистецтв і наук
- 2006 — Премія Міжнародної асоціації політичних наук за життєве досягнення